# Krok
Pour les articles homonymes, voir Krok (homonymie).
Krok ou Croc de Bohême est un personnage légendaire de l'histoire de Bohême. Il apparaît pour la première fois dans la Chronique de Cosmas de Prague, rédigée au début du XIIe siècle. Dans ce récit, il est présenté comme le successeur de Čech mais aussi comme le fondateur de la monarchie en Bohême et le premier législateur de ce royaume.
Selon la légende, après la mort de Čech, le gouvernement fut proposé à son frère Lech. Celui-ci refusa et conseilla Krok, le chef d'un puissant clan. Krok accepta la proposition. Sur la tombe de Čech, il reçut le bâton de son prédécesseur ainsi que sa toque. Il s'installa à Budeč.
Krok était versé dans la sorcellerie. Il consulta les dieux. Il apprit qu'il devait trouver un endroit plus sûr pour résider. Il envoya donc des messagers pour qu'ils trouvent ce site. Il le trouvèrent sur la rive droite de la Vltava au cœur d'une épaisse forêt. Le château construit sur ces rochers reçut le nom de Vyšehrad, c'est-à-dire « le haut château ».
Krok avait trois filles :
- Kazi, une herboriste et guérisseuse ;
- Teta qui pouvait parler avec les esprits, et priait les dieux ;
- la princesse Libuše, la plus jeune des sœurs, qui était sage et juste.

On peut dire que la figure de Krok se rapproche d'autres « donneurs de loi » légendaires des pays slaves à l'époque médiévale, comme Krak (Pologne), Kij (Russie kievienne), et Klukas (Serbie).
František Palacký assurait que la figure de Krok serait influencée par le personnage historique de Samo de Bohême.

## Source
- Cosmas de Prague, Cronica Boemorum (Chronique des Tchèques*).
- Alois Jirásek, Légendes de l'ancienne Bohême.